# Bella Unión (plaats)
Bella Unión is een stad in Uruguay gelegen in het departement Artigas. Het is de meest noordelijke stad van het land en heeft 12.200 inwoners (2011).
Bella Unión ligt op het drielandenpunt tussen Uruguay, Brazilië en Argentinië, waar de rivieren Uruguay en Cuareim bij elkaar komen. José Fructuoso Rivera stichtte de stad in 1829.

## Geboren
- Venancio Ramos (1959), Uruguayaans voetballer